# Адольф Павінський
Адольф Павінський (07.05.1840–24.08.1896) — польський історик. Професор (1871). Член Краківської Академії Наук (1891).

## Життєпис
Народився у місті Згеж, біля Лодзі. Закінчив Петербурзький університет. Професор Варшавського університету (з 1871), директор Головного архіву у Варшаві (1875). Належав до варшавської історичної школи. Спеціалізувався на дослідженні історії Польщі, головним чином 16 ст. Разом з А. Яблоновським започаткував у 1875 році видання багатотомних «Історичних джерел» з історії Польщі. 8 томів цих «Джерел» присвячено історії України. У них міститься обширний географічно-статистичний матеріал з минулого українських земель 16–17 ст. Він почерпнутий головно з київських архівів, на сьогодні вже певною мірою втрачених, що підвищує наукову вартість цього видання. Однак опубліковані тут дані люстрацій і ревізій українських земель, що проводилися тоді польським урядом, у деяких випадках порівняно з архівними є неповними або й навіть уривчастими.
Помер у місті Гродзиськ-Мазовецький (нині Мазовецького воєводства, Польща).

## Праці
- Skarbowość Polsce i jej dzieje za Stefana Batorego: Źкódla dziejowe, t. 8. Warszawa, 1881
- Polska XVI wieków pod względem geograficzne statystycznym, t. 1–5. Warszawa, 1883–92.